# 서울손자병법
"서울손자병법"은 대한민국의 드라마 영화이며, 1986년에 개봉되었다.

## 줄거리
친구 신혜의 자살소동으로 잡지기자 나영은 삼인방의 비행을 폭로하기로 작정한다. 결혼을 앞둔 신혜에게 그녀의 정사장면을 담은 비디오 테이프를 보내 협박하는 삼인방- 삼인방은 악의 집단이었다. 나영과 친구기자 승우는 삼인방의 별장에 잠입 비디오테입을 가져오는데 그것은 문제의 테이프가 아니었다. 나영은 다시 디자이너 삐에르 박에 접근하여 테이프를 찾았으나 테이프는 삼인방의 두목격인 범술에게 있다는 것을 알고 범술의 비서로 취직한다. 범술과 단둘이 지방출장을 떠나게 된 나영은 승우와 함께 회사의 기밀을 녹음하는데 성공한다. 뒤늦게 이 사실을 안 범술은 나영을 붙잡아 부하들에게 윤간토록하나 승우가 나타나 위기를 넘기게 되고 녹음테입을 미끼로 비디오테입을 얻는데 성공하고 범술은 경찰에 체포되고 만다. 

## 출연진
- 강문영
- 한영수
- 김성찬
- 이희성
- 임선자
- 조선희
- 김경애
- 유미경
- 주재희
- 김희숙
- 박성화
- 김성운
- 권일
- 김은미
- 김주영

## 제작진
- 감독 : 김현명
- 원작 : 한희작
- 각본 : 지상학
- 제작/기획 : 도동환
- 촬영 : 진영호
- 조명 : 송문섭
- 편집 : 현동춘
- 음악 : 오준영
- 소품 : 차순하, 유명옥
- 의상 : 하용수
- 분장-헤어디자인 : 이상일
- 사운드(음향)-녹음 : 손인호
- 효과 : 이재희
- 특수효과 : 김철석, 정도안, 김백진
- 조감독 : 이하영, 안동규, 신용철
- 스틸 : 박희재
- 현상 : 세방현상소
- 색보정 : 한광동
- 제작부장 : 도용기
- 촬영팀 : 이은길, 김병찬, 최형순
- 조명팀 : 임춘행, 정만영, 김기홍, 김은수